# Turbina Peltona

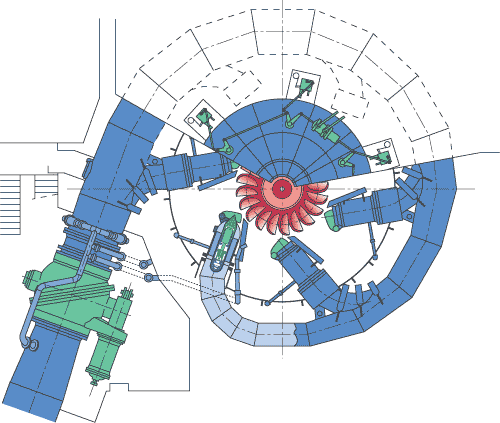
Schemat turbiny Peltona

Turbina Peltona (1880) jest rozwinięciem “koła natryskowego”, w którym łopatki są ustawione pod kątem 90 stopni do strumienia wody, a protoplastą dla obydwu jest koło młyńskie. 
Turbiny systemu Peltona stosuje się dla spadków H>50 m, w wyjątkowych wypadkach uzasadnionych konstrukcyjnie zamiast turbin Francisa od H=100m (w pewnych warunkach dla turbin Francisa dla wyróżników szybkobieżności 2-40 wychodzą bardzo długie kanały dolotowe i duże straty; wtedy uzasadnione jest zastosowanie turbiny Peltona).
W turbinie Peltona dla zwiększenia sprawności stosuje się zamiast prostych łopatek specjalnie wyprofilowane łopatki na kształt dwóch połączonych czarek (dwie półkoliste sfery), na których strumień wody dużo łagodniej zmienia kierunek. Turbiny Peltona buduje się z wałami poziomymi i pionowymi. Przy wałach poziomych stosuje się max. dwie dysze wylotowe (przy większej ilości ze względu na zderzanie się strumieni z poprzedzającej dyszy moc maleje) a przy wałach pionowych do 6 dysz.